# Ramón Platero
Ramón Platero est un entraîneur uruguayen de football.

## Biographie
Il débute comme sélectionneur de l'Uruguay, pendant deux ans, remportant au passage la Copa América 1917. 
Il part ensuite au Brésil, diriger plusieurs clubs brésiliens de São Paulo, et la sélection brésilienne en 1925, terminant deuxième de la Copa América 1925.

## Palmarès
- Vainqueur de la Copa América 1917 avec l'équipe d'Uruguay
- Deuxième de la Copa América 1925 avec l'équipe du Brésil